# ОШ „Мирослав Антић” Чукарица
Основна школа "Мирослав Антић" једна је од основних школа на Чукарици. Налази се  у улици Црвено барјаче 6 на Белим Водама у Жаркову.

## Име школе
Основна школа "Мирослав Антић" носи име по српском песнику, сликару, драмском писацу и редитељу Мирославу-Мики Aнтићу.

## Историјат
У насељу Беле Воде прва школа је почела са радом 1945. године у згради бивше жандармеријске станице, а састојала се од свега два одељења. Прва школска зграда изграђена је 1962. године и она и данас представља део школског комплекса. Школа се тада звала „Беле Воде” и те године кренула је са 336 ученика и 22 наставника. Имала је девет учионица, две омање канцеларије, кухињу, малу просторију за огрев и два санитарна чвора.
Друга етапа развоја школе почиње 1968. године, када је дограђен део школе који се састоји од приземља, спрата и фискултурне сале са припадајућим просторијама. Нови део је функционално повезан са старим делом зграде, а у приземљу и на спрату се нашло места за осам учионоца, два кабинета, две просторије за ђачку радионицу, трпезарију са кухињом, две одаје за дневни боравак и библиотеку. На овај начин добијена је корисна површина школе од 3450 m² (од тога је 1680 m² у новом и 1770 m² у старом делу зграде).
Године 1974. школа мења назив у Милентије Поповић, који се задржао све до 2004. године, када школа добија ново име „Мирослав Антић”.
Непрекидно увећање броја становника на Белим Водама захтевало је и проширење школских капацитета, па је 1994. године уследила реконструкција. Надограђен је стари део школске зграде и на тај начин је добијено пет нових учиница и два мокра чвора за ученике првог и другог разреда, а изграђено је и неколико нових просторија, нова библиотека са читаоницом и извршена реконструкција крова.

## Школа данас
Школа данас располаже са десет класичних учионица, тринаест кабинета, просторијом за дневни боравак деце, фискултурном салом са две свлачионице, просторијом за библиотеку са читаоницом и зборницом за наставнике. Укупна корисна површина самог објекта је 3986 метара квадратних, а површина дворишта износи један хектар и педесет пет ари.
Наставу слуша 1151 ученик. Ученици су распоређени у четрдесет и четири одељења, а са њима ради 69 наставника, 4 стручна сарадника, и 22 запослених ван наставе. Страни језици који се уче у школи су енглески и руски језик. У школи је организован продужени боравак.